# Facély Camara
Pour les articles homonymes, voir Camara.
Facély Camara est un député et homme politique guinéen,.
Député uninominale de la circonscription de  Kérouané mars 2020 au 5 septembre 2021.

## Biographie
Député uninominale de la commune de Kérouané, de 2020 en 2021 de la dernier législation de mars 2020. Il est membre de la commission aménagement du territoire, des transports, énergie et hydraulique  de la 9eme législative de la république de Guinée, sous la présidence Alpha Condé.